# Matelândia
Matelândia é um município brasileiro localizado no extremo oeste do estado do Paraná. Sua população, conforme estimativas do IBGE de 2021, era de 18 266 habitantes.
A distância rodoviária até a capital do estado é de 565 km.
Em seu território encontra-se parte do Parque Nacional do Iguaçu.

## História
Em 11 de julho de 1950, Benjamin Luiz Biazuz, originários do município de Flores da Cunha, Rio Grande do Sul, junto das famílias de Francisco Donadel, Antônio Menoncin, Avelino Molon e Gentil Picolli, chegaram à região e fundaram um núcleo que não tardou em ser sede do distrito. O primeiro filho de Matelândia foi Rubi Menoncin.
Os trabalhos de colonização do patrimônio estiveram a cargo de uma firma colonizadora dirigida por Miguel Matte, cuja família recebeu vasta concessão de terras, incluinda a área do atual município. 
A lei estadual n.º 99, de 21 de julho de 1952, criou o distrito, situação que se manteve até 25 de julho de 1960, quando a Lei Estadual n.º 4.245 o elevou à condição de município, desmembrando-o de Foz do Iguaçu.

### Etimologia
O nome do município é uma homenagem à família Matte, que em 1930 obteve a concessão de vasta área de terras, conhecida como "Gleba Iguaçu", incluindo o espaço do município. O topônimo ″Matelândia″ provém de "Matte" + land (do ingês terra).

## Geografia
Localizado no extremo oeste paranaense, às margens da rodovia federal BR 277.

## Economia
A economia do município é baseada no agronegócio, possuindo também várias pequenas empresas, que são suas principais fontes de emprego. Está sofrendo um processo de industrialização.

## Informações Gerais

### Dados Geográficos
- Área do parque Nacional do Iguaçu: 338,1 km²(51% do  território)
- Solo: Terra roxa estruturada, latossolo roxo
- Altitude: 555m acima do nível do mar[9]
- IDH: 0,760

### Limites
- Sul: Capanema, Serranópolis do Iguaçu e Parque Nacional do Iguaçu
- Norte: Ramilândia e Vera Cruz do Oeste
- Leste: Céu Azul
- Oeste: Medianeira

### Datas históricas
- Chegada dos Pioneiros: 11 de julho de 1950
- Emancipação Político-administrativa: 25 de julho de 1960
- Instalação do Município: 28 de novembro de 1960